# Sveriges Doktorander
Sveriges Doktorander (SDok) var en nationell organisation för doktorander, som grundades 1997. SDoK hade till ändamål att fördjupa samarbetet mellan landets doktorander och utgöra en samlad röst i doktorandrelevanta frågor. 2008 upphörde SDok efter att den hade uppgått i Sveriges förenade studentkårers doktorandkommitté (SFS-DK).

## Historik
SDok bildades den 29 april 1997. Den främsta anledningen till att SDok bildades var behovet av en nationell doktorandorganisation som bidrar till en förbättrad forskarutbildning i Sverige, och som främjar ett djupare samarbete och ökad informationsutbyte mellan landets doktorander. Behovet av en samlad doktorandröst bedömdes som akut i och med 1998 års forskarutbildningsreform.

## Verksamhet
En del av arbetet bestod i att SDok hjälpa doktorander vid landets lärosäten med examensrätt för forskarutbildningen att etablera och utveckla sina organisationer, och ett ökat deltagande från doktorandhåll i universitetens utvecklingsarbete beträffande forskarutbildningen och övriga organ. Genom SDok har information och erfarenheter förmedlats som bland annat har lett till att fler studentkårer och universitet har insett behovet av att anställa doktorandombudsmän. SDok har dessutom aktivt deltagit i den utbildningspolitiska debatten genom diverse skrivelser, remissvar, seminarier och sammanträden. Därutöver har SDok varit initiativtagare till den europeiska doktorandorganisationen Eurodoc.

## Organisationsstruktur
SDoks organisation byggdes av doktorandrepresentanter från samtliga lärosäten. Styrelsen bestod av en ordförande och två vice ordförande. Från varje lärosäte med examinationsrätt för forskarutbildningen utsågs en ledamot och en suppleant av den lokala doktorandorganisationen. Vid lärosätena verksamma doktorandombudsmän var till styrelsen ständigt adjungerade med yttrande- och förslagsrätt. Även representanter från doktorandkommittén vid Sveriges Förenade Studentkårer (SFS) och doktorandföreningen vid Sveriges universitetslärarförbund (SULF) var adjungerade till styrelsemötena. Ordförande och de två vice ordförande valdes varje år av styrelsen. 

## Presidialer[1][2]
| Period  | Ordförande                       |                                               |
| ------- | -------------------------------- | --------------------------------------------- |
| 2007/08 | Anton Forsberg                   | Ing-Marie Ahl och Henrik Berg                 |
| 2006/07 | Mattias Wiggberg                 | Anton Forsberg och Gudrun Wicander            |
| 2005/06 | Raffaella Öckinger (nu Crinelli) | Thomas Torounidis och Niklas Johansson        |
| 2004/05 | Rio Cederlund                    | Maria Swanberg                                |
| 2003/04 | Gustaf Mårtensson                | Helena Bohman och Håkan Lane                  |
| 2002/03 | Dirk van der Krogt               | Johan Kummeneje och Helena Danielsson Thorell |